# Palmeira Gogó de Seriema
A Palmeira Gogó de Seriema é um bem tombado localizado no município de Cuiabá, no Mato Grosso. A localização exata da árvore é na Praça Ipiranga, na esquina da Rua Treze de Junho com a Avenida Generoso Ponce, no Centro da cidade. Ela foi plantada no local na década de 1940.
Ela foi tomabada como Patrimônio Histórico e Paisagístico do município em 1998 pela Câmara Municipal de Cuiabá passando então a ser responsábilidade do município a preservação da palmeira e divulgação dela como ponto turístico da cidade.